# Греко-сербские отношения
Греко-сербские отношения выделяются на фоне других межгосударственных и межнациональных отношений на Балканах. В силу этого многие сербы и греки часто употребляют термин греко-сербская дружба (греч. Ελληνοσερβική φιλία, серб. српско-грчко пријатељство) и сербо-греческое братство.

## Введение
Сербы и греки в своём большинстве — последователи Православной церкви (Сербская и Элладская православные церкви) и связаны союзными договорами и совместными войнами со Средних веков. Дружественные отношения играли важную роль в двухсторонних отношениях между двумя нациями, в особенности в современной истории: во время восстаний против Османской империи, в Балканские войны, в Первой мировой войне, в годы Второй мировой войны и во время Югославских войн.
Греция — крупнейший инвестор в сербскую экономику. Во время натовских бомбардировок Сербии Греция была единственным членом НАТО, осудившим эти акции, и открыто выразила своё неодобрение; опросы общественного мнения показали, что 94% греческого населения было полностью против бомбардировок.
Государственный Совет Греции и Греческий Верховный суд объявили НАТО виновным в военных преступлениях.
Греция — одна из немногих членов Европейского союза, отказавшихся признать одностороннее провозглашение независимости Косово, и вместе с Россией и Китаем поддерживает Сербию в Косовском вопросе. Поддерживая кандидатуру Сербии для вступления в ЕС, Греция предложила «Агенду 2014 Балканы», ускоряя интеграцию всех стран Западных Балкан в Союз.

## Культура

### Византийское наследство

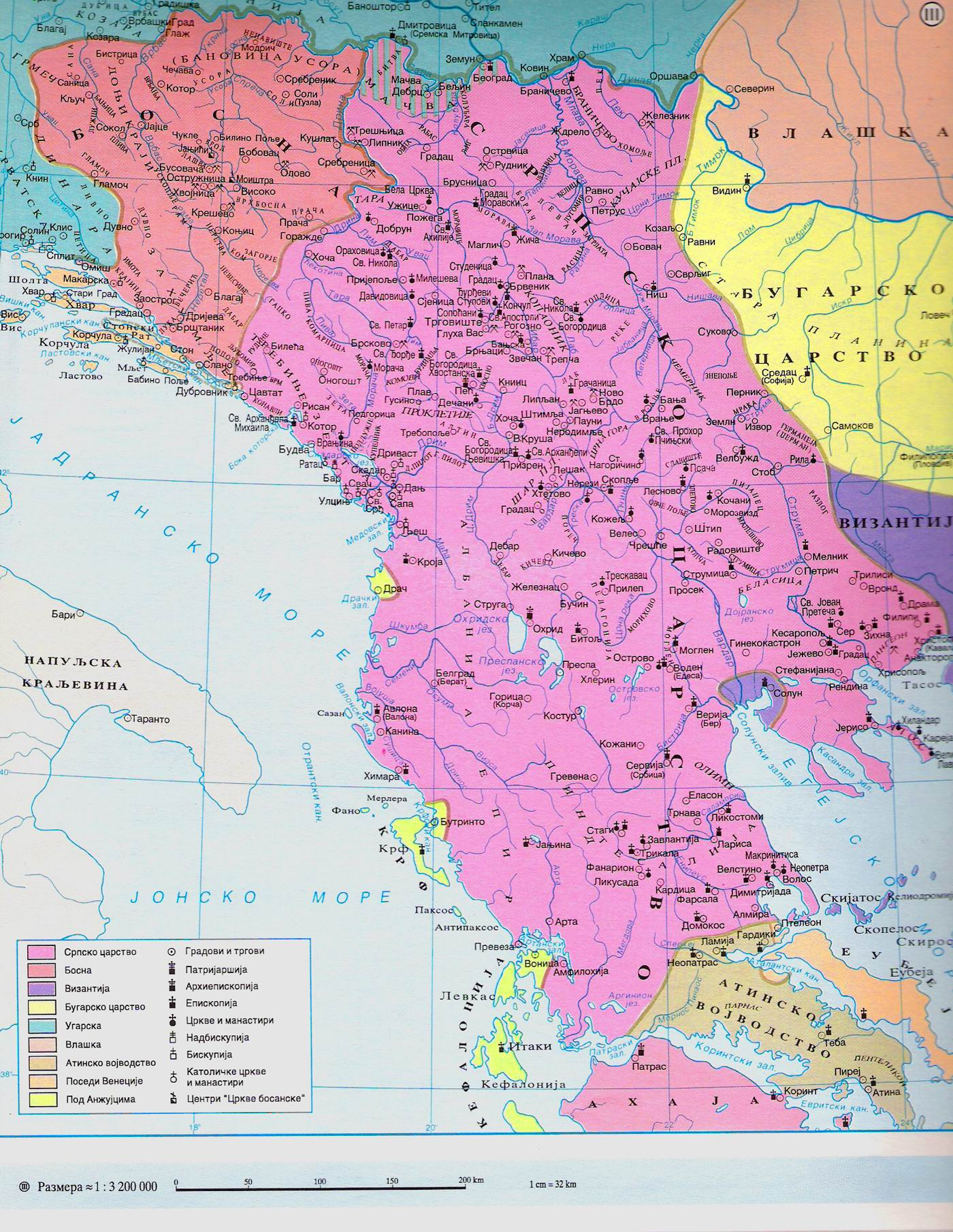
Император Стефан Урош IV Душан, Царь и Автократор Сербов и Греков

Другой важный аспект сербо-греческой дружбы — это общее культурное наследие, которое двум нациям оставила Византийская империя.
Сербы в огромной степени подверглись влиянию эллинской культуры Византийской империи, в особенности при царствовании сербского императора Стефан Урош IV Душана. Душан, который провозгласил себя «Императором сербов и греков», сделал оба языка, сербский и греческий, официальными языками своей империи; он писал документы и подписывался на греческом, принял Восточное римское право как основу для своей империи
Экспансия его Сербской империи на греческие земли и его попытка взять Константинополь имели целью не столько подчинить Греческую империю, сколько попытками сформировать сербо-греческую империю посредством синтеза двух империй. Душан, следовательно, уделил внимание греческому населению этих провинций в Македонии и других северных греческих землях. Его кодекс законов, или „Законик“, провозглашал равенство греков и сербов во всех его владениях и подтверждал привилегии, предоставленные греческим городам византийскими императорами в прошлом, которых Душан считал своими императорскими предшественниками. Его администраторы приняли византийские титулы деспот, цезарь и севастократор; образцом для его двора служил двор в Константинополе. Душан чеканил серебряную монету в византийском стиле; и церкви и монастыри в славянских, а также в греческих провинциях его империи были расписаны художниками лучших византийских школ.»
Признавая это культурное наследие, бывший вице-президент Республики Сербской, Драган Драгич заявлял, что сербские корни идут от эллинской цивилизации, что два народа едины через православие.
Аналогично отношение к сербо-греческой дружбе высказывали и греческие политики. Генеральный секретарь по европейским вопросам Д. Кацудас, заявил, что «Греция и Сербия — это две страны связанные древними и неразрывными связями. Наши связи теряются в глубине времён. Сербская культура и религия подвержены огромному влиянию посредством наших общих корней великой цивилизации Византии».
Эти связи были укреплены рядом бракосочетаний между сербскими и греческими династиями. Среди них Елена Драгаш и император Эмануил II Палеолог, Ирина Кантакузина и князь Бранкович, Георгий.

## История

### Средние века

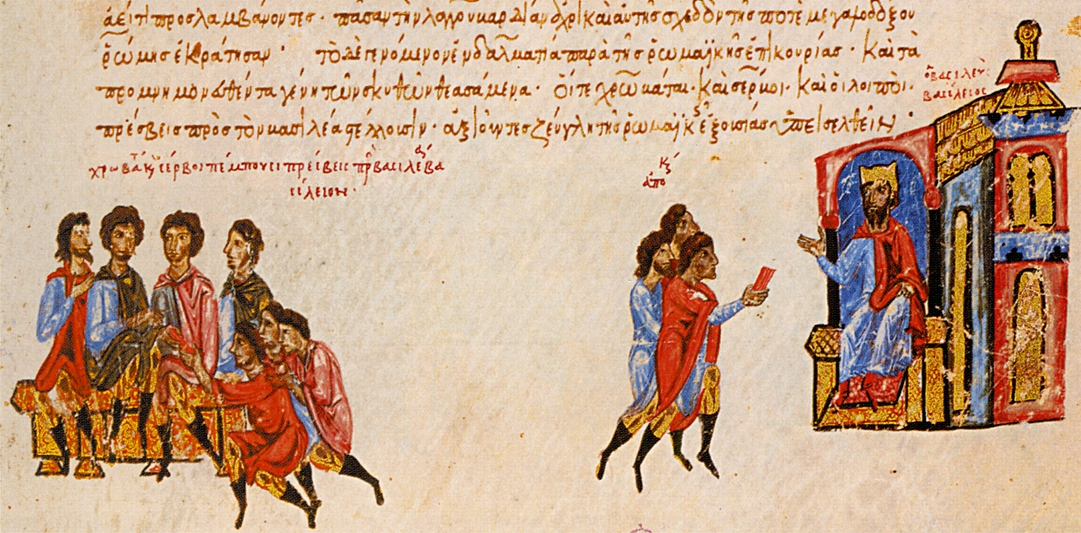
Василий I, с делегацией сербов и хорватов, IX век

Склавины, славянское племя, одноимённое с сегодняшней этно-лингвистической группой славян, упоминаются опустошающими области Восточной Римской империи (Византийская империя) в 518 году н. э. В то время как большинство южных славян были враждебны императорскому правлению, некоторые племена были союзниками императора. Сербы считают что их мифологические предки это Белые сербы, которые «осели во время правления Ираклия I» и помогли ему избавиться от аваров. Славянские этнические регионы именовались «Склавинии» по имени южно-славянского племени, и сербы управлялись своими вождями до правления Властимира, который упоминается как первый полностью независимый правитель. Сербия была привязана к византийцам культурой и дипломатией, став официально христианской во время царствования Василия I. Сербы развили «византийско-сербскую» культуру, которая стала доминирующей в их культуре.
Хотя сербы имели хорошие отношения с византийцами, Сербия часто переходила под прямое управление императора, как в X веке (Катепанат Раша), и в XI веке (Фема Сирмиума).

#### Стефан Неманя
Территории сербов была византийским вассалитетом с VII по XII век, когда Стефан Неманя восстал против своего старшего брата Тихомира, Великого князя Рашка (государство), с успехом отразил и выслал его и своих двух других братьев Мирослава и Страхимира в 1166 году. Он победил передовые части посланные к Тихомиру Мануил I Комнином в сражении известном как Сражение при Пантино. Сербия Немани недолго была независимой и позже была побеждена императором Мануилом. Неманя сдался и был заключён в тюрьму, но позже получил помощь Эмануила и его кровные права были признаны как полноправного правителя земель Рашки. После смерти Мануил I Комнина, Неманя счёл что он более не обязан быть верным поскольку его клятвы были даны императору, а не империи. Сербская армия, с помощью полученной из Венгрии, вытеснмла византийские силы из долины Моравы и отвоевала регионы где сербы жили. В 1191 году столкновения начались снова и Неманя отступил в горы. Неманя получил тактическое преимущество и начал налёты на византийцев. Исаак I Комнин решил обговорить конечный мирный договор. Как жест мира, Стефан Первовенчанный, сын Немани, женился на византийской принцессе Евдокии и получил титул Севастократор даваемый только членам семьи византийского императора.
Два последних византийских императора были наполовину сербами по своей матери, Елене Драгаш: В 1449 году после смерти своего брата императора Иоанна, деспот Мореи Константин XI Палеолог принял титул императора и отправился в обречённый Константинополь, где и погиб героически защищая столицу Византии.

## Совместная освободительная борьба

Мемориальная доска Ригасу Фереосу и его соратникам установленная в крепости Небойша, Белград

Греческий революционер Ригас Фереос, под влиянием французской революции, планировал всебалканское восстание, с целью создания «Восточной федерации». Арестованные австрийцами и переданные туркам, Ригас, Братья Эммануил и ещё 6 греческих революционеров — «восемь великомучеников греческой свободы», были умерщвлены турками в белградской крепости Небойша..

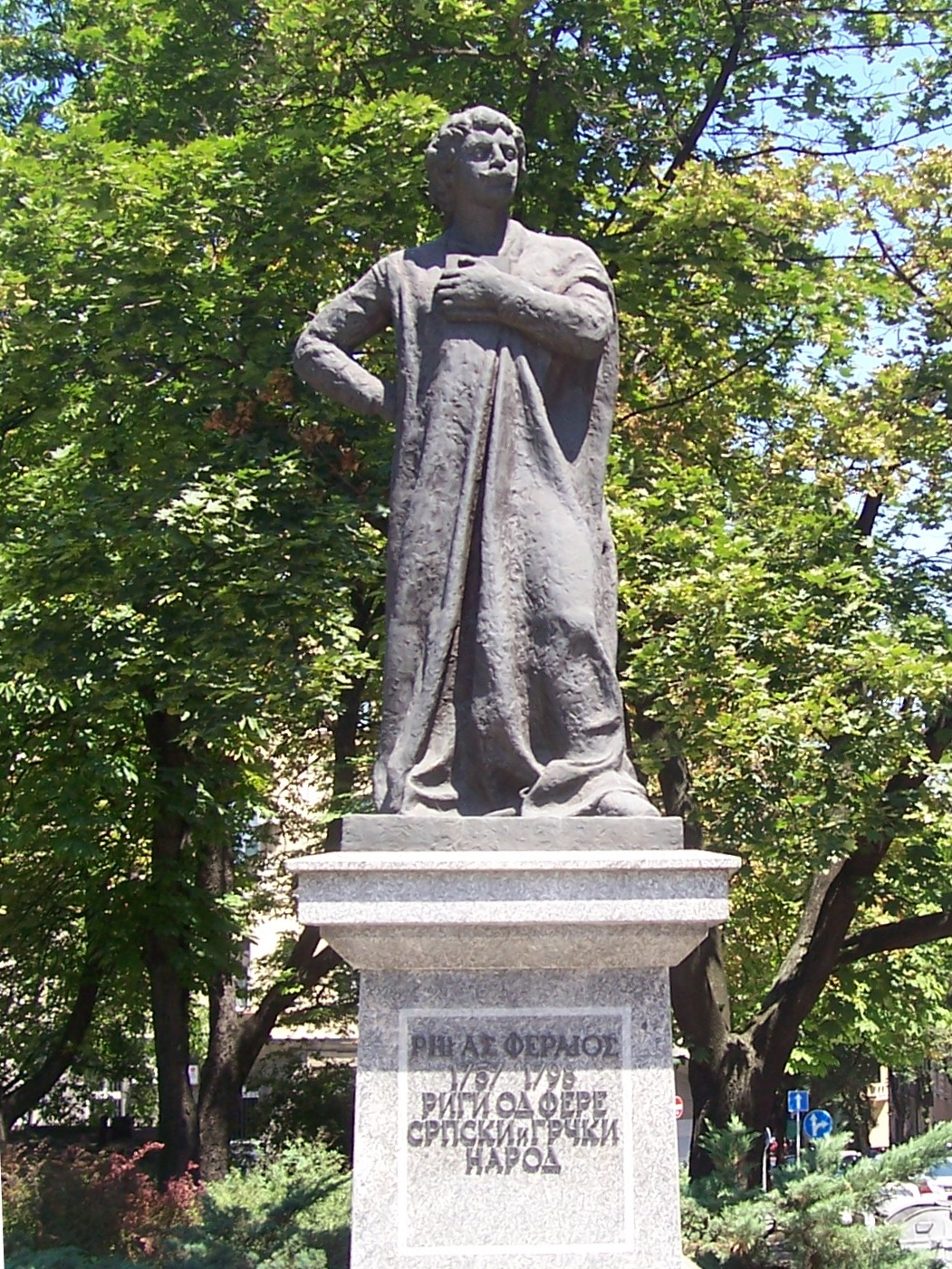
Памятник Ригасу на белградской улице носящей его имя

Мемориальная доска в их честь вывешена сегодня в крепости и статуя Ригаса установлена на центральной улице Белграда носящей его имя.
Семена, посеянные Ригасом, не пропали даром. Если греческое Пелопоннесское восстание не отмечено участием сербских добровольцев, то Первое сербское восстание 1804 г. под руководством Карагеоргия вызвало приток греческих добровольцев. Клефты Олимпа Олимпиос, Георгакис вместе с командирами Никоцарасом и Каратасосом приняли решение пробиться в Сербию, на помощь сербским повстанцам. Сербское восстание, после первых успехов, пошло на убыль. Руководство перешло к Милошу Обреновичу, а Карагеоргий нашёл убежище в российской Бессарабии.
Олимпиос отличился в сербском восстании и стал тесным другом с Карагеоргием до самого убийства Карагеоргия Обреновичем в 1817 г..
В Сербии Олимпиос побратался с сербским военачальником Велко Петровичем, вдова которого Стана, после смерти последнего стала женой Олимпиоса.
Впоследствии Олимпиос был посвящён в тайное греческое революционное общество Филики Этерия.
Зная о дружбе Олимпиоса с Карагеоргием, в мае 1817 года гетеристы направили Олимпиоса в Бессарабию, где находился Карагеоргий и его секретарь, грек Наум.
Карагеоргий был посвящён в общество и поклялся в «вечной дружбе и искренности к греческой нации и вечной ненависти к общему врагу», приняв решение начать восстание в Сербии, одновременно с Грецией.
Перед самой своей смертью Николаос Скуфас назначил 12 апостолов в разные регионы Греции, Балкан и Средиземного моря. Олимпиос был упомянут первым среди апостолов, регионом его деятельности была предназначена Сербия..
Карагеоргий и Наум были убиты 13 июля 1817 года людьми Обреновича, но Олимпиос, по приказу Общества продолжал контакты с Обреновичем, который, в отличие от Карагеоргия, занял выжидательную позицию.

## Греческая революция
В феврале 1820 году Александр Ипсиланти, возглавивший Филики Этерия, назначил Олимпиоса командующим революционных сил в Придунайских княжествах. 16 февраля 1821 года на заседании, в Кишинёве, было принято решение начать военные действия и 22 февраля Ипсиланти с группой соратников перешёл Прут.
Многие сербы, как и представители других балканских народов, присоединились к гетеристам.
В июне в Сражении при Драгашани, где погиб «Священный отряд», состоявший из греческой студенческой молодёжи России, Австрии и Валахии, историография отмечает, что остаткам отряда удалось вырваться благодаря своевременному вмешательству сил Олимпиоса и безымянного сербского архимандрита.
В самой Греции черногорский серб Мавровуниотис, Васос сформировал отряд из сербов, черногорцев и греков и принял участие в Освободительной войне, с самых ранних её этапов, рядом со своим со своим старым соратником и «вламис» (вламис — обряд духовного братания) Николасом Криезотисом. Мавровуниотис стал греческим генералом и умер в Афинах в 1847 году.
Мавровуниотис женился в Греции в 1826 году на Елене Пангалу. Один из двух его сыновей, Вассос, Тимолеон, стал также генералом и внёс большой вклад в дело освобождения острова Крит и его воссоединение (энозис) с Грецией.
Участниками Греческой революции стали также многие сербы, просто оказавшиеся на восставших греческих землях. Христос Драгович, болгарин, уроженец Белграда, служил конюхом у турок, когда греческие повстанцы осадили город-крепость Триполицу. Дагович, по одним данным, сам перешёл на сторону греков, по другим — спас свою жизнь, поцеловав крест перед военачальником Никитарасом. Дагович возглавил кавалерийский отряд из освобождённых и добровольцев — сербов и болгар, и стал греческим генералом.

## Координация действий независимых государств
Сербия и Греция, первыми на Балканах освободившиеся от осман, пытались координировать свои действия сразу после воссоздания своих государств. Так Тсамис Каратассос, участник Греческой войны за независимость и антитурецких восстаний в Македонии в 1841 и 1854 годах (см. Греция в годы Крымской войны), будучи убеждённым сторонником греко-сербского союза во имя освобождения Балкан от турецкого владычества, на протяжении многих лет вёл полуофициальные переговоры с сербами. Был отправлен в Белград королём Оттоном для подготовки официального соглашения между двумя странами, но умер в Белграде в 1861 году во время заключительной стадии переговоров.
Сербо-греческий союзный договор был подписан 14/26 августа 1867 года, но убийство правителя Сербии князя Михаила 29 мая/10 июня 1868 года и «переход власти в слабые руки князя Милана» сделали внешнюю политику Сербии более умеренной и практически нейтрализовали греко-сербский договор.

### Балканские войны
В Первой Балканской войне 1912—1913 годов, Греция, Сербия, Черногория и Болгария (Балканский союз) победили Османскую империю и разделили географическую область Османской Македонии между собой. Но Болгария была не удовлетворена результатами и переоценив свои силы готовилась военным путём навязать бывшим союзникам своё решение. «Сербы и греки решительно отвергали болгарские претензии».
19 мая/1 июня 1913 года Сербия и Греция подписали в городе Фессалоники греко-сербский оборонный пакт, как ответ на болгарские экспансионистские планы.
16 июня того же года Болгария атаковала обе страны. Побеждённая греками под Килкисом и сербами под Брегалницей Болгария отступила на оборонные позиции. Греческая армия продолжила наступление. Тем временем в войну вступила Румыния атаковав Болгарию и угрожая Софии, в результате чего последняя признала своё поражение. Греция и Сербия выиграли эту войну, сражаясь плечом к плечу.

### Первая мировая война

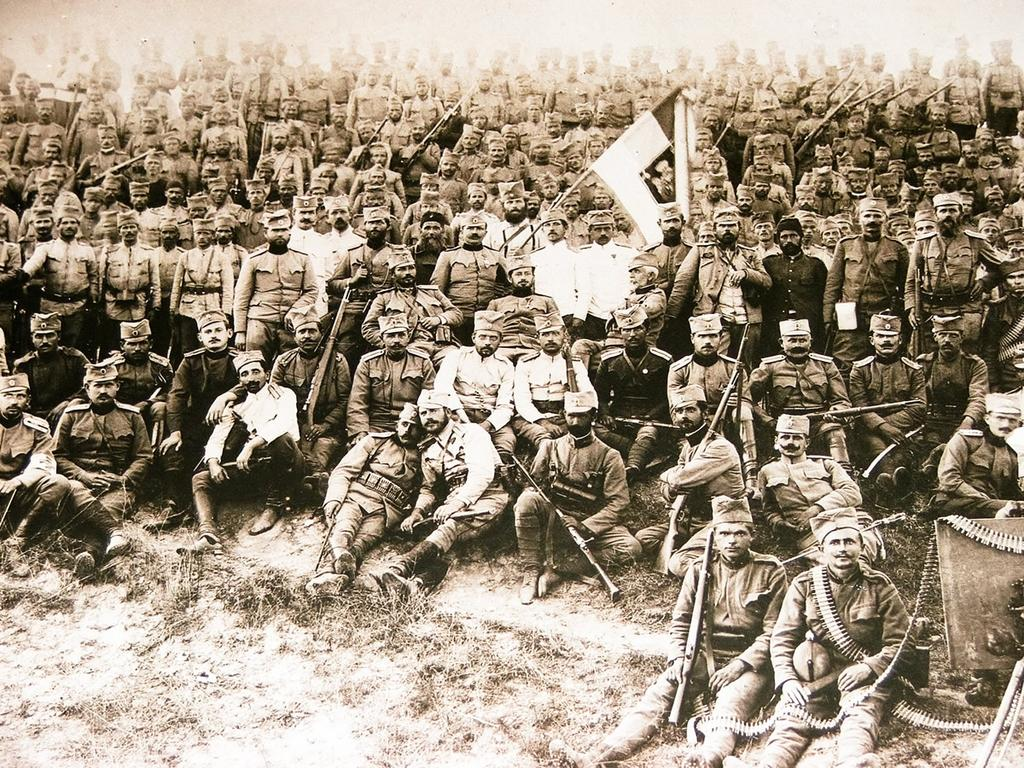
Сербы на Корфу, 1916—1918

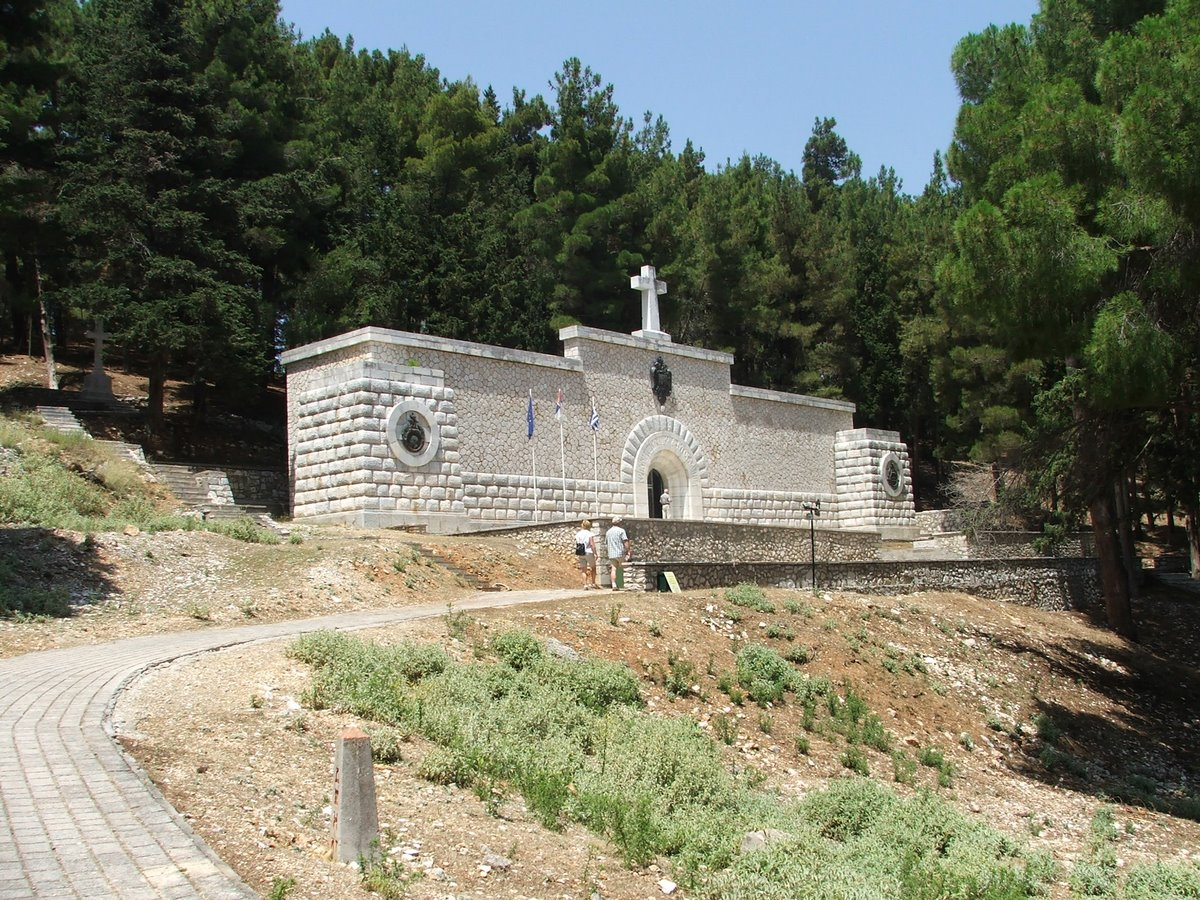
Сербский мавзолей на острове Видо около Керкиры.

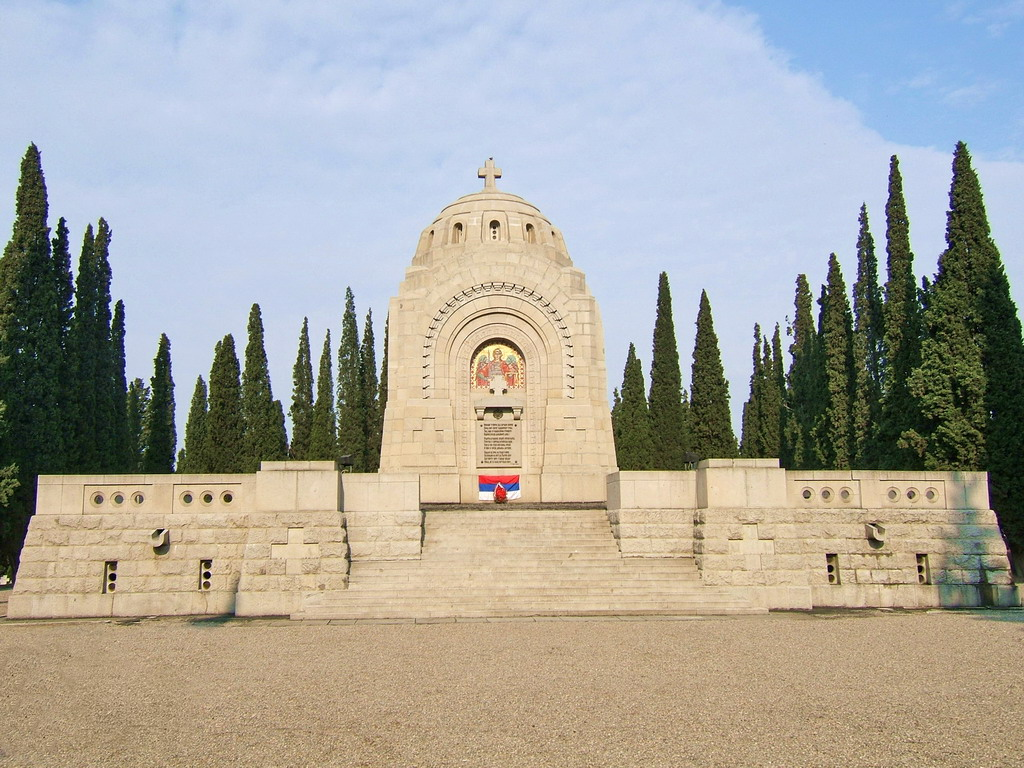
Сербское военное кладбище в Фессалоники (Союзные кладбища Зейтенлик).

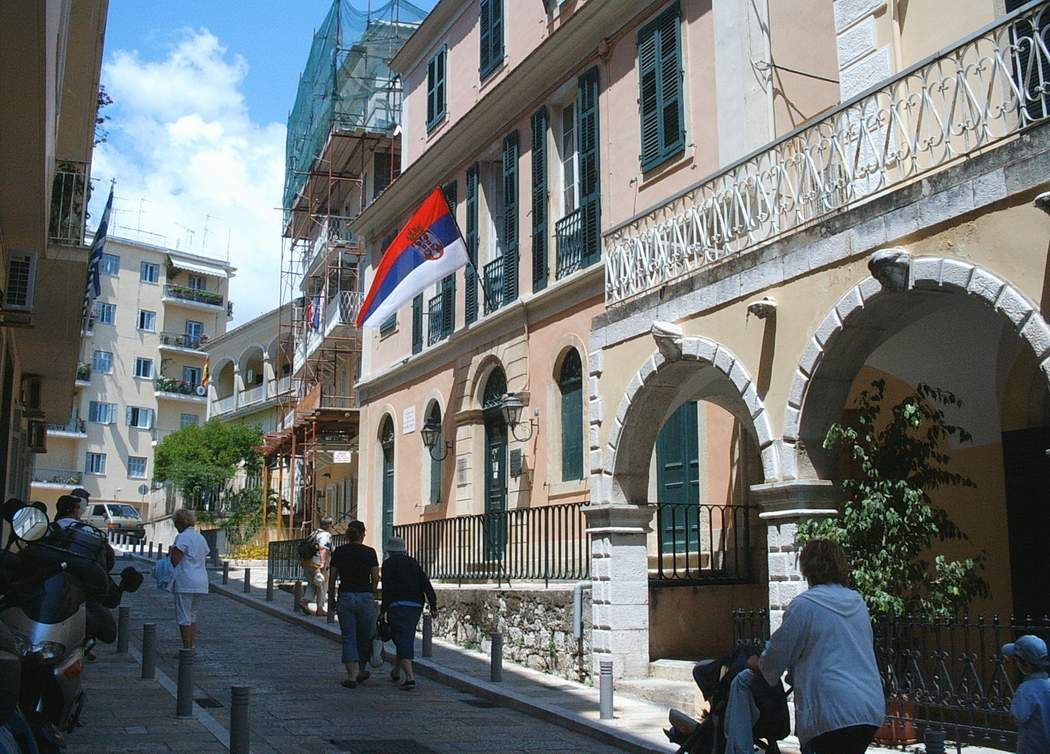
Сербский музей в Керкире.

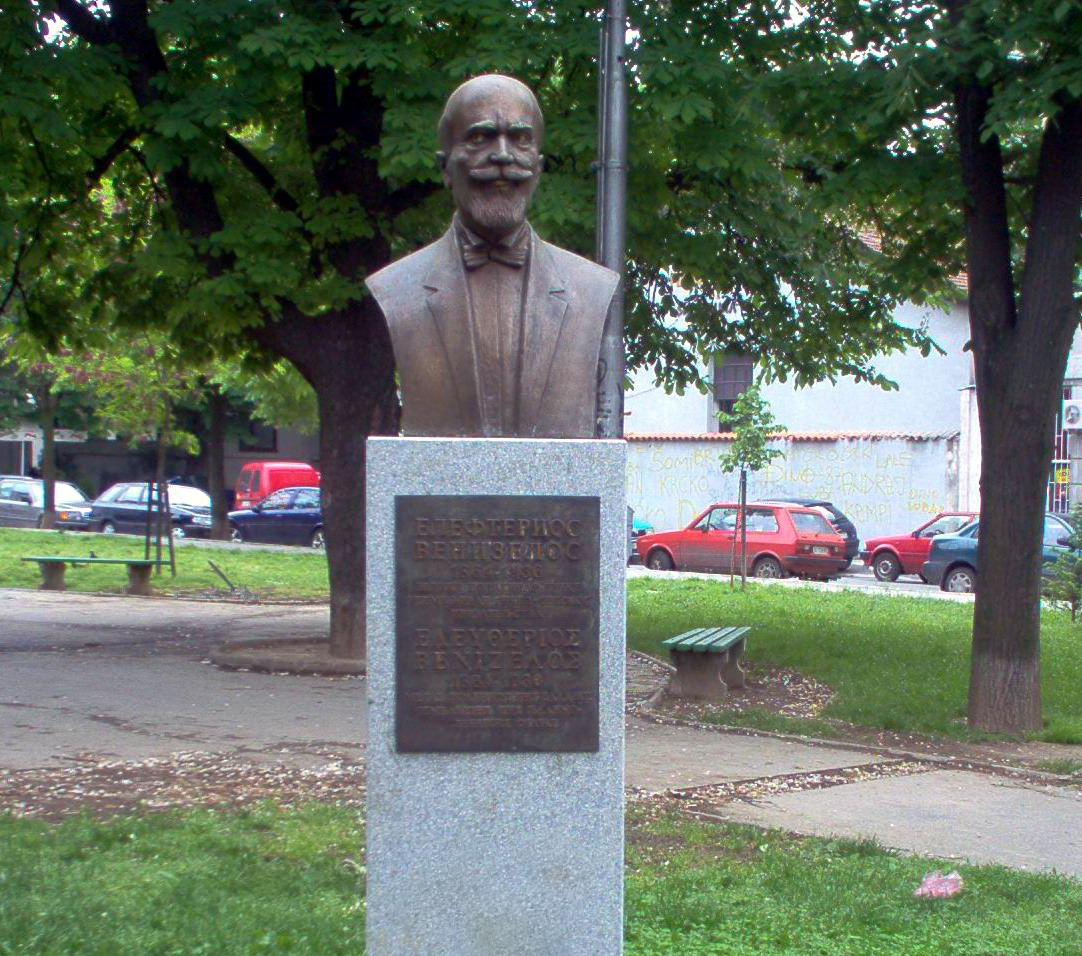
Памятник Венизелосу в Белграде.

Новый король Греции Константин и его приближение противились вступлению Греции в Первую мировую войну и были расположены более дружественно к немцам, нежели к Антанте. С началом Первой мировой войны австрийская, а затем немецкая дипломатия, обещая территориальные приобретения, обратились к Греции с предложением игнорировать существующий союзный договор с Сербией и ударить сербам в тыл. Ответ греческого ПМ Элефтериоса Венизелоса остался в истории и в памяти сербского народа: «Греция слишком маленькая страна, чтобы совершить столь великое бесчестие».
Договор остался в силе и дипломатические связи между двумя странами укрепились благодаря взаимопониманию и дружбе между премьерами Пашичем и Венизелосом. Столкновение между ПМ и королём привели к тому что в дальнейшем Элефтериос Венизелос создал правительство в Фессалониках, которое выступило на стороне Антанты.
Корфу стал убежищем отступившей сербской армии, которая была доставлена сюда союзными кораблями, оставив родину оккупированной австрийцами и болгарами. Во время своего пребывания на острове, большое число сербских солдат умерло от истощения, недостатка продовольствия и болезней. Большинство их останков были захоронены в море около Видо, маленького островка на подходе к порту Корфу. В знак признания за помощь и спасённые жизни сербских солдат, монумент благодарности греческой нации воздвигнут на острове Видо благодарными сербами; как следствие, воды вокруг островка Видо известны сербскому народу как Голубая гробница (серб. Плава Гробница), по названию поэмы которую написал во время Первой мировой войны сербский поэт Милутин Боич, сам умерший и захороненный в 1917 году в греческих Фессалониках.

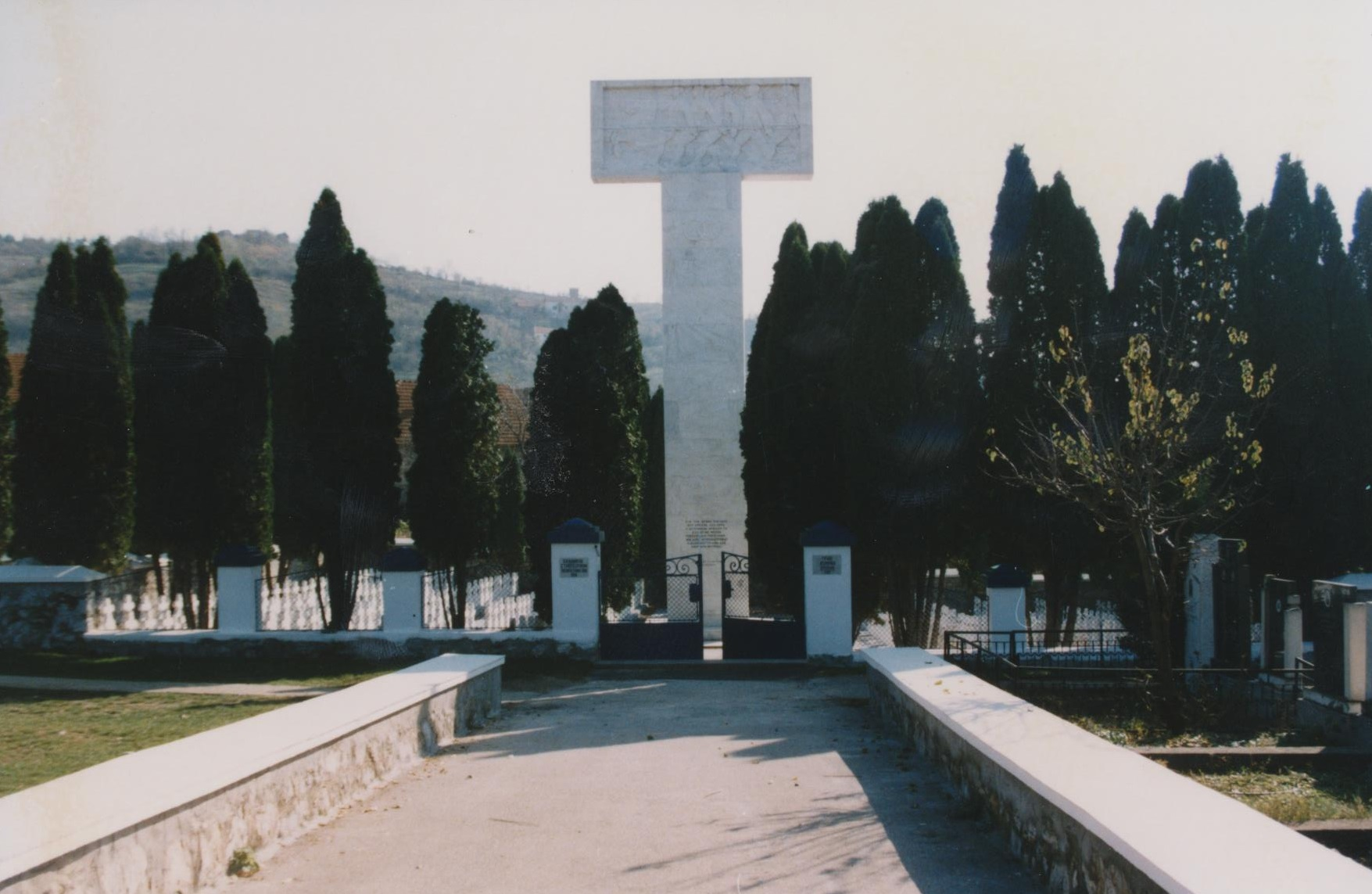
Греческое военное кладбище и памятник павшим греческим солдатам в Пироте

В сентябре 1918 года греческие и сербские дивизии сражались плечом к плечу на Салоникском фронте, в ходе союзного наступления против болгар.
В 1932 году на греческом военном кладбище сербского города Пирот, где захоронены погибшие здесь в Первую мировую войну греческие солдаты, был установлен памятник работы A.Сохоса высотой 12 метров.

### Вторая мировая война
В 1941 году, во время греко-итальянской войны, когда Гитлер потребовал свободный проход через Королевство Югославия, чтобы атаковать Грецию, регент Павел Карагеоргиевич попытался умиротворить Гитлера, предложив пакт о ненападении, но, в конечном итоге, подписал трёхсторонний пакт, который позволял немцам свободный проход. Взамен, греческий город Фессалоники был обещан немцами Югославии. Двумя днями позже армия свергла режим, получив поддержку сербского народа и англичан. Хотя это объяснялось более анти-германскими чувствами сербов, нежели любовью к Греции, остаётся фактом то, что сербский народ ещё помнил ответ Венизелоса на австрийский совет Греции атаковать и вторгнуться в Сербию декадами раннее: «Греция слишком маленькая страна, чтобы совершить столь великое бесчестие».
Несмотря на тот факт, что новое югославское правительство снова пыталось умиротворить Гитлера нейтралитетом и обещаниями следовать прежним соглашениям, сербский народ с энтузиазмом принял новость о разрыве трёхстороннего пакта, и сербы вышли на улицы Белграда, выкрикивая лозунги «Лучше война, нежели Пакт».
Гитлер был недоволен и, немедленно после переворота принял решение вторгнуться в Югославию, не доверяя более её заявлениям, и разделить югославские территории Адриатического побережья, Банат, и Югославскую Македонию между Италией, Венгрией и Болгарией соответственно.
Германское вторжение в Югославию и Грецию (через территорию союзной немцам Болгарии) началось в один и тот же день — 6 апреля 1941 года.

## Сопротивление
Греция и Югославия были европейскими странами, где движение Сопротивления приняло большие масштабы. Кроме итальянских и болгарских войск, задействованных в Греции и Югославии, а также венгерских в Югославии, движение Сопротивления сковывало 10 немецких дивизий в Греции и Албании и 9 в Югославии. Черчилль писал об этом: «19 немецких дивизий были рассеяны по Балканам, в то время как мы не задействовали здесь и одной тысячи офицеров и рядовых» Обе страны понесли огромные потери.

### Югославские войны
В середине 1992 года ООН в ответ на сербское наступление в бывшую югославскую республику Босния и Герцеговина объявила полное эмбарго на торговлю с Сербией для всех государств-членов ООН. Эти санкции поставили Грецию, которая признала независимость Боснии и Герцеговины вскоре после её провозглашения в 1992 году, в сложную ситуацию. Сербия была важным торговым партнёром с сильными религиозными и историческими узами с Грецией. К тому же Сербия первоначально поддержала греческую позицию в споре о имени бывшей югославской республики Македония. Начиная с 1992 года, правительства Константиноса Мицотакиса и Андреаса Папандреу, опасаясь, что Боснийская война будет рассеяна в направлении, в котором будут вовлечены Турция, Албания и Греция, предприняли большой ряд мирных переговоров с президентом Сербии, Слободаном Милошевичем, сербским боснийским лидером Радованом Караджичем и боснийским правительством, но безрезультатно. Одновременно продовольствие, топливо и вооружение доставлялось из Греции в Сербию в нарушение эмбарго ООН. До, во время и после своего председательства в ЕС В 1994 году, Греция была единственной страной ЕС, поддержавшей сербские позиции о праве вступления сербских сил на территорию Боснии. В начале 1994 года, Греция вызвала недовольство своих европейских союзников, голосуя против воздушных налётов НАТО на сербские позиции. Греция также отказала в использовании своей воздушной базы НАТО в городе Превеза на побережье Ионического моря для подобных атак и отказалась предоставить греческие войска ООН для миссии поддержания мира в Боснии. В НАТО позиция Греции была диаметрально противоположной позиции Турции, которая поддерживала боснийское правительство.
В декабре 1994 года, после официальных переговоров с Милошевичем в Афинах, Папандреу повторил, что позиция Греции и Сербии в боснийском вопросе была фактически идентичной.

#### Поддержка боснийских сербов и Республики Сербской
Согласно профессору C. Wiebes Амстердамский университет, Греческое разведывательное управление (EYP) систематически сабботировало операции НАТО в Боснии в середине 1990-х, в попытке помочь сербским националистам. В своём докладе голландскому правительству, под заголовком Intelligence en de oorlog in Bosnie 1992—1995, Wiebes обвинял EYP в утечке секретных военных планов НАТО (к которым союзное разведывательное управление имело доступ) руководству боснийских сербов, и часто лично генерала Ратко Младичу, в течение лета 1995 года. В своем докладе Wiebes призывал, чтобы союзники по НАТО прекратили делиться военными планами НАТО с греческими органами.

## Дело Караджича
В августе 2008 года, группа греческих юристов из Ханья, Крит, посетила заключённого (МТБЮ) Радована Караджича  и предложила свои услуги безвозмездно, обращаясь к международным организациям обеспечить справедливый суд для бывшего президента боснийских сербов.
17 августа 2012 года защита Караджича предложила вызвать в качестве свидетеля в Международный суд в Гааге бывшего министра иностранных дел Греции и нынешнего президента страны Каролоса Папульяса, мотивируя это следующим образом:
«В силу религиозных и исторических связей между Грецией и сербами, президент Папульяс был одним из немногих международных лиц, которым сербы Боснии доверяли и с которым могли говорить с абсолютным доверием».
Караджич считает что свидетельство президента Греции поможет доказать его невиновность в деле бомбёжки рынка Сараево, 5 февраля 1994 года, где потеряли свою жизнь 67 человек.
.

### Сребреница
Согласно агентству Франс Пресс (AFP), греческие добровольцы сражались на стороне сербов в Сребренице.
Они были членами Греческой Добровольческой Гвардии (ΕΕΦ), контингента греческих добровольцев образованном по предложению Ратко Младича как часть корпуса Дрина. Некоторые из них были связаны с греческой неонацистской организацией Золотая Заря. Греческие добровольцы мотивировали своё желание принять участие в войне желанием поддержать «православных братьев» в сражении.
Они вывесили греческий флаг в Сребренице после падения города по просьбе Младича, чтобы отметить «храбрых греков сражающихся на нашей стороне.»
Радован Караджич лично наградил четырёх из них."
В 2005 году прозападный депутат греческого парламента А. Андрианопулос призвал расследовать роль греческих добровольцев в Сребренице.
Греческий министр юстиции А. Папалигурас начал расследование, которое к июлю 2010 года ещё не было завершено.

### Натовские бомбёжки СР Югославии
Натовские бомбёжки СР Югославии вызвали огромную народную реакцию в Греции. Премьер-министр Костас Симитис пытался найти политическое решение в Косовской войне. Греция отказалась принять участие в атаках против Югославии.
Было проведено несколько опросов, которые показали, что 99,5 % греческого населения полностью отвергало бомбёжки и 85 % верили, что мотивации НАТО стратегические, а не гуманитарные. 69 % выразили пожелание, чтобы президент США Билл Клинтон был судим за военные преступления.
20 видных греческих юристов Верховного Суда (Государственный совет) подписали декларацию, где они объявляли НАТО виновным в военных преступлениях..
Более драматическим событием стал Народный Трибунал более чем 10.000 человек в Афинах, где Греческий Верховный Суд объявил президента Клинтона и лидеров НАТО виновными в военных преступлениях.
Во время кабельной (C-SPAN) дискуссии в 2005 году с генералом Кларк, Уэсли Кэнн, командующего НАТО во время Косовской войны и натовских бомбардировок, было заявлено, что несколько греческих неправительственных организаций посылали помощь в разгар бомбёжек, что делало бомбёжку определённых целей более трудной, намерением организаций было упредить военные действия, посылая гуманитарную помощь в анклавы косовских сербов.

## Другие факторы

### Греки в Сербии
Греческое министерство иностранных дел утверждало, что браки между сербами и греками, живущими в Сербии достаточно обычное явление, и что это одновременно причина и результат близких связей, разделяемых многими греками и сербами.
В феврале 2008 года греческое меньшинство, проживающее в Сербии, обратилось греческому правительству не признавать одностороннее отделение косовских албанцев. Они заявляли, что независимость Косово создаст проблемы для стабильности Балкан и ослабит традиционные сербо-греческие отношения.

### Сербы в Греции

Хиландар, Сербский православный монастырь на Афоне.

Более чем 15,000 сербов живут в Греции.
Около 350,000 сербских граждан посетили Грецию в 2008 году. и 432,000 сербов посетили Грецию в 2009 году.
Многие сербы посещают Грецию по причине сербского наследия в этой стране. Некоторые из культурных и религиозных мест, особенно важных для сербов, включают монастырь Хиландар на Афоне, кладбище Зейтенлик в Салониках и остров Керкира.

#### Гуманитарная помощь
После начала войны на Балканах, сербы получили огромную гуманитарную помощь из Греции и Кипра, а также от церквей Греции и Кипра, ещё с начала 1990-х. Эта помощь шла от всех слоёв греческого общества: от государства, церкви, от разных организаций, и от рядовых граждан. Большая часть помощи была направлена сербам из Республики Сербской, Республики Сербской Крайны, и пострадавшим в результате этих войн в самой Сербии.

#### Помощь Сербии
В конце июля 1995 года было объявлено что Греко-сербское общество дружбы будет раздавать гуманитарную помощь в середине августа. Портовые власти Пирея спонсировали инициативу и предоставили необходимый транспорт для груза.
В марте 1999 года предприниматель С. Виталис обеспечил отправку 250 греков в Белград для оказания помощи сербскому народу. Среди них были юристы, медики и другие профессионалы. Виталис заявлял что они на стороне сербов, потому что они считают их друзьями и братьями.
25 октября 1999 года министр здравоохранения Сербии Лепосава Милошевич приняла делегацию Греко-сербского общества дружбы «Древняя Греция». Встреча с министром имела результатом ряд инициатив касательно гуманитарной помощи, здравоохранения и медицинских снабжений.
В апреле 1999 года, муниципалитет Каламарии из города Фессалоники собрал 50 тонн гуманитарной помощи, состоявшей из продовольствия и медикаментов. Греческое министерство здравоохранения издало специальное разрешение разрешающее донорство и отправку крови из муниципалитетов Каламария, Пенталофос и Флорина, а также от монахов сербского монастыря Хиландар на Афоне, и включение крови в гуманитарную помощь.
В течение того же месяца представители Греко-сербского общества Афин послали в Сербию конвой 16 грузовиков с продовольствием и медикаментами стоимостью более 2 млн германских марок. Продолжающиеся акции общества имели результатом конвои с помощью с регулярными 20-дневными интервалами. Общество дружбы также информировало прессу, что оно задействовало юристов для того, чтобы выставить обвинения против лидеров НАТО в греческих судах и Международном суде в Гааге за их агрессию против Югославии и за жизни невинных граждан, потерянных как прямой результат агрессии.
7 мая 2006 года в Салониках сербский коронный принц Александр II и его супруга — гречанка коронная принцесса Катерина — предприняли инициативу с целью помочь уменьшить недостачу важного оборудования в больницах новорождённых в Белграде, Нише, Нови Саде и Крагуеваце и спасая этим жизни новорожденных. Это было второе мероприятие подобного рода, организованное в 2006 году, после подобного проведенного в конце января в Афинах. Ряд компаний и организаций, видных семей и членов делового мира Фессалоник поддержали эту инициативу.

#### Помощь сербам Боснии
4 октября 1995 года, «состав мира» приступил к перевозке 10,000 тонн гуманитарной помощи, состоявшей из одежды, медикаментов и продовольствия, из Греции сербским беженцам из Боснии. Инициатива была организована «Координационным комитетом Македонии-Фракии в помощь православным сербам Боснии» и греко-сербской ассоциацией.
5 декабря 1995 года 70 тон гуманитарной помощи состоящей из оливкового масла, муки, детского продовольствия и медикаментов были посланы в регион Приедор из греческого муниципалитета Неаполис.
22 февраля 1996 года, 200 тонн гуманитарной помощи состоявшей из продовольствия, одежды, и медикаментов собранной афинской ассоциацией греко-сербской дружбы прибыла в Республику Сербскую.
3 июля 1997 года, гуманитарная помощь состоявшая из одежды и продовольствия прибыла в Добой. Греческую делегацию приветствовал мэр Добоя Любичич, который заявил, что дружеские связи между греками и сербами будут продолжаться вечно, и что никто не сможет нарушить их.

#### Помощь сербским беженцам из Хорватии
7 августа 1995 года, министр обороны Греции Г.Арсенис объявил, что Греция посылает гуманитарную помощь: медикаменты, продовольствие, одежду — сербским беженцам из Сербской Краины, уничтоженной хорватскими войсками. Первые 2 военно-транспортных самолёта с помощью вылетели 8 августа. Греция также объявила, что греческие доктора будут посланы в регион, и раненые будут лечиться в греческих военных госпиталях. Греческое правительство критиковало роль Запада в существующем конфликте. Министр иностранных дел К.Папулиас выступил против хорватского наступления, а заместитель министра иностранных дел по европейским вопросам Г.Мангакис раскритиковал США и Германию за поддержку хорватского наступления против сербов Крайны.

#### Сербские дети
В течение 1990-х получила размах инициатива греческих семей принять сербских детей (особенно тех, кто был беженцами, сиротами, потерял членов семьи во время войн, или были из бедных семей) с целью помочь детям забыть их невзгоды и преодолеть психологические проблемы, вызванные травматическим событиями, которые они пережили. В 1999 году греческая делегация греко-сербского общества дружбы «Древняя Греция», после встречи с министром здравоохранения Сербии Лепосавой Милошевич, объявила о начале этой программы.
Однако, информация о приёме сербских детей в Греции опережает эту инициативу на несколько лет. Сотрудничество между Греческим и Сербским Красным Крестом о приёме сербских детей было налажено в 1993 году.
Один из первых приёмов сербских детей был отмечен в конце 1995 года, когда 50 детей боснийских сербов из Зворника провели Рождество и Новый год с греческими семьями. Другие 50 детей из того же города прибыли 10 января 1996 года на двухнедельные каникулы в город Кавала региона Иматия.
В июле 1998 года, 540 сирот и детей беженцев из Республики Сербской и Сербии были приняты на лето разными муниципалитетами и общинами страны. Это была четвёртая миссия, организованная Союзом муниципалитетов Греции вместе с Красным крестом в том году. В общей сложности Союз муниципалитетов Греции принял 2,000 сербских детей.
В 1999 году Югославский Красный Крест и общества греко-сербской дружбы организовали приём детей в возрасте от 8 до 12 греческими семьями в городе Кавала на 9 месячный период. Дети сопровождались учителями, чтобы не прерывать свою школьную программу.
Приём сербских детей не закончился в 1990-х и продолжался в 2000-х. В 2002 году греческие семьи принимали сербских сирот с 20 декабря по 6 января 2003 года.
При сотрудничестве Красного Креста Греции и Югославии греческие семьи принимали сербских сирот летом 2003 года.
Программа была повторена на рождество 2006 года. С 1993 года с помощью Красного Креста более 16 000 сербских детей нашли гостеприимство в греческих семьях. В результате между ними установились тесные связи, и в большинстве случаев контакты между детьми и принимавшими семьями продолжаются по сегодняшний день.

## Помощь православных церквей
Православные церкви Греции и Кипра были также большим источником гуманитарной помощи сербам. Когда в сентябре 1996 года, Патриарх сербской православной церкви Павел посетил Кипр, он подарил архиепископу Кипрской церкви Хризостому икону Девы Марии как знак признания за помощь и поддержку оказанные церковью и народом Кипра народу Сербии. Патриарх Павел сравнил ситуацию в которой находятся греки на Кипре с той, в которой находятся сербы, говоря что и Кипр, и Сербия борются за свою свободу. Он также подтвердил сербскую поддержку грекам Кипра.
Во время своего визита в Сербию в сентябре 2001 года, греческий архиепископ Христодулос объявил, что Церковь Греции дарит 150 мл драхм миссиям Сербской православной церкви и ещё 100 млн драхм на строительство церкви Святого Саввы.
За всю его деятельность и помощь Сербской православной церкви и сербскому народу, Патриарх Павел вручил архиепископу Христодулосу орден Святого Савы Первой степени. На церемонии вручения Патриарх Павел заявил что, «Греческая церковь всегда выражала сострадание нашим мукам, оказывая нам поддержку а также помощь медикаментами и продовольствием».
Президент Югославии Воислав Коштуница также наградил архиепископа Христодулоса высшей наградой Югославской федерации за помощь, оказанную церковью Греции в последние 10 лет.
Греческая православная Архиепархия Америки также оказала гуманитарную помощь сербам. В 2004 году, Греческая коллегия и Греческая Православная школа теологии Святого креста (HC/HC) внесли деньги для восстановления Православной семинарии Святых Кирилла и Мефодия в Косово, после того как семинария была сожжена албанцами.
После пожара в сербском монастыре Хиландар на горе Афон, греческие власти координировали сбор пожертвований в стране. Большинство ожидаемых расходов, оцениваемых в более чем 30 млн евро, будут покрыты Грецией.

### Сербская помощь во время лесных пожаров 2007 года в Греции

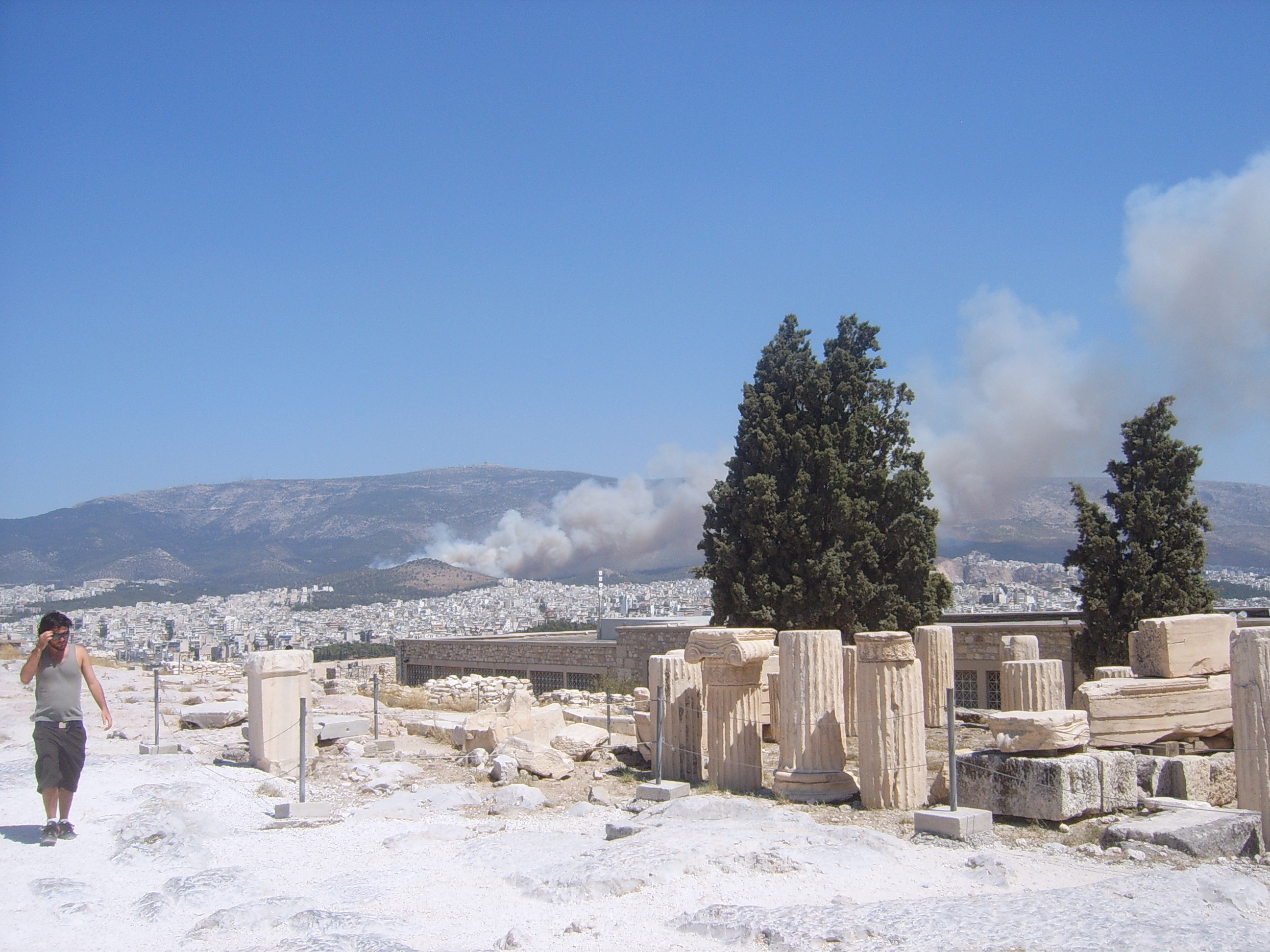
Пожар в Афинах 2007 года

Во время лесных пожаров 2007 года в Греции, Сербия послала 6 самолётов M-18 Dromader и 1 Ан-2, 6 пожарных машин и 55 пожарных. Согласно министру внутренних дел Предрагу Маричу, менее чем за час более 300 пожарных вызвались добровольцами для поездки в Грецию.

## Торговые отношения
Греция — один из основных торговых партнёров Сербии в ЕС. Двусторонняя торговля заметно выросла за последние годы. Согласно данным греческого посольства в Белграде, прямые греческие инвестиции в Сербии (с 1996 года) достигают $1,2 миллиарда. Инвестиции затронули все секторы, но в основном промышленный и банковский секторы. Отмечено что присутствие 150 греко-сербских компаний а также 120 чисто греческих компаний обеспечивает 25 000 рабочих мест в Сербии.

### Сотрудничество полиций и армий
20 октября 2008 года министры внутренних дел двух стран подписали договор о сотрудничестве между двумя странами и обмена информации касательно всех форм преступности, незаконной миграции, торговли наркотиками и торговли людьми.
Министры обороны двух стран встретились в Белграде в феврале 2009 года, обсуждая ситуацию на Балканах и, при взаимном доверии и кооперации, огромные возможности развить военное сотрудничество между двумя странами. Греция продолжает поддерживать Сербию в Косовском вопросе.

### Греческая позиция по Сербии в ЕС
В июне 2008 года посол Греции в Сербии Х. Панагопулос заявил что Греция постоянно поддерживает развитие Сербии, и греческое руководство желает видеть Сербию в европейской семье, что будет самым лучшим решением для Сербии и стабильности в регионе. Согласно Панагопулосу, Греция проводит политику поддержки Сербии и её развития и улучшения жизни её граждан, что отражается в большой помощи полученной Сербией после 2000 года, а также инвестициями превысившими 2.5 миллиарда евро. Он напомнил что в 2001 и 2002 годах серьёзная ситуация в стране требовала помощь в основном гуманитарного характера, но затем последовала помощь в развитии. Греция приняла важную программу помощи получившую название «Греческий План экономической реконструкции Балкан», в котором 230 миллионов евро были выделены Сербии. Большая часть этой суммы, примерно 80 процентов, направляются на развитие инфраструктуры, включая Всеевропейский коридор X, который имеет приоритет как для Сербии так и для Греции.
9 октября 2008 года греческий министр финансов Г. Алогоскуфис заявил, что 100 млн евро будут подарены Грецией для строительства высокоскоростной магистрали которая соединит Сербию и Грецию с остальной Европой.
Из общей стоимости Коридора 10, оцениваемого в 300 млн евро, 100 млн будут безвозмездным вложением правительства Греции. Алогоскуфис подчеркнул что одна из основных целей Греции — это развитие экономических отношений, у которых очень позитивный динамизм, принимая во внимание тот факт, что Греция возглавляет список стран-инвесторов в Сербии. Он заявил что Греция присутствует во всех стратегических отраслях экономики, что означает что греческие инвестиции пришли в Сербию чтобы остаться и что греческие инвестиции создали более 27 000 рабочих мест для сербских граждан. Была выражена надежда что вскоре эта тенденция будет развита и сербскими инвестициями в Греции.
В октябре 2008 года, Д. Бакоянни, тогда министр иностранных дел Греции, заявила, что у Сербии и Греции особые отношения.

### Церковь
Элладская православная церковь имеет отличные отношения с церковью Сербии, включая гуманитарную помощь Сербии в течение всех войн. Это сказывается и в отношениях с сербским государством. Так, церковь Греции поддержала «сербские позиции даже в случае отделения Черногории от Федерации» а также в Косово, также как Сербская Православная церковь поддерживает греческие позиции по Кипру.
Как и другие православные церкви, церковь Греции не признаёт самопровозглашённую автокефалию Македонской православной церкви и считает её частью Сербской православной церкви.
В 1994 году Элладская Православная церковь провозгласила Радована Караджича как «одного из самых видных сыновей Господа нашего Иисуса Христа, борющегося за мир» и наградила его учреждённым 900 лет тому назад орденом Первой степени Святого Дионисия Ксанти.
Константинопольский патриарх Варфоломей I провозгласил что «сербский народ был избран Господом защищать западные границы Православия».

### Города побратимы
Многие города Сербии и Греции являются побратимами

## План конфедерации 1992 года

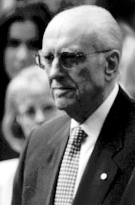
Андреас Папандреу, премьер-министр Греции в 1992 году

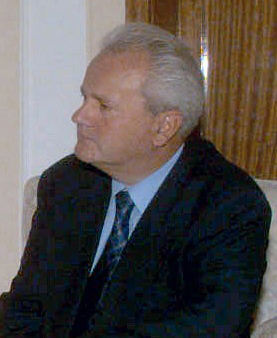
Слободан Милошевич, президент Союзной Республики Югославии

Несмотря на в целом дружественные, но иногда натянутые отношения в период, когда Югославией правил Тито, сербо-греческие отношения достигли пика, когда создание государства сербов и греков было предложено Слободаном Милошевичем в 1992 году. Согласно предложению Греция, Сербия и Бывшая югославская Республика Македония должны были стать членами трёхсторонней конфедерации. В 1994 году, Милошевич попросил греческого премьер-министра А. Папандреу ускорить рассмотрение предложения о конфедерации Афины-Белграда-Скопье. Папандреу охарактеризовал идею как «пионерское, интересное предложение», но отметил, что оно ещё не рассмотрено. Лидер основной оппозиционной партии Новой демократии Эверт Мильтиадис, который также встретился с Милошевичем, сказал, что все балканские страны вместо этого должны вступить в Европейский союз. Нынешний премьер Греции Антонис Самарас, который на тот момент был лидером партии Весны, сказал, что предложение «интересное, но должно быть внимательно рассмотрено». Это предложение не получило значительной поддержки греческого правительства, в основном по причине нестабильной ситуации в Югославии того времени.
Позиция Бывшей югославской Республики Македонии относительно трёхсторонней конфедерации была широко поддержана политиками и интеллектуалами. Сразу после повторного призыва Милошевича о конфедерации между Грецией, Сербией и Бывшей югославской Республикой Македонией президент Киро Глигоров счёл предложение как a «сегодняшней утопией, но осуществимый в будущем проект.»
В 2001 году Киро Глигоров отметил широкую поддержку предложения среди этнических славо-македонских интеллектуалов: «Это началось когда Югославия начала разваливаться, когда интеллектуалы и политики собирались чтобы обсудить перспективы для нашей страны. Нашей общей позицией было что конфедерация с Грецией была наилучшим решением». Новеллист Анте Поповски в интервью французской газете Libération  27 марта, 2001 года заявлял «Я поддержал идею конфедерации с Грецией. Мы не рискуем потерять нашу идентичность, поскольку наш язык исключительно отличается от греческого, в то время как он схож с языками двух других наших соседей, сербов и болгар.»

## Греческий кризис 2010 года — туризм
В отличие от английских, немецких и других иностранных туристов, многие из которых отменили свои каникулы в Греции по причине экономического кризиса и протестов летом 2010 года, сербские туристы превысили рекорд, посещая Грецию в огромных числах. Президент Сербии заявил в Афинах в июне 2010 года, что таким образом Сербия посильным образом помогает греческим друзьям в трудные для них времена.
Согласно заявлению Ассоциации туристических агентств Сербии, 70 процентов всех сербских туристов выехавших за границу в 2013 году посетили Грецию

## Посвящения
В большинстве сербских городов имеется множество улиц, названных именами греческих персоналий или регионов. В центре Белграда есть улицы Ригаса Фереоса, Элефтериоса Венизелоса, улица Афин, улица Фессалоники, улица Афона, улица Македонии, улица Корфу и т. д. Памятники Ригаса Фереосу и Элефтериосу Венизелосу установлены в центре сербской столицы.
Второй по величине сербский город Нови-Сад иногда именуется «Сербскими Афинами», в то время как Фрушка-Гора, место 17 сербских средневековых православных монастырей именуется «Сербским Афоном».
В центре Афин к площади Синтагма (Конституции) выходит улица, названная именем национального героя Сербии Карагеоргия и улицы во многих городах Греции носят имя черногорца Масоса Мавровуниотиса.
На острове Корфу есть музей именуемый «Сербский дом», посвящённый сербским солдатам Первой мировой войны.

## Спорт
Ряд сербских спортсменов и тренеров связали свою жизнь с Грецией. Некоторые из них такие как Душан Баевич и Душан Ивкович получили греческое гражданство по процедуре «Почётные граждане». В 1999 году во время бомбёжек Белграда самолётами НАТО греческий АЕК демонстративно сыграл в сербской столице товарищеский матч с «Партизаном», нарушая эмбарго и не обращая внимание на угрозы НАТО.
Сербо-греческие отношения нашли своё отражение и в среде футбольных фанатов. Всё началось в 1986 году, когда белградский футбольный клуб «Црвена Звезда» в рамках розыгрыша Кубка европейских чемпионов играл на выезде с греческим ПАОКом. На трибуну к болельщикам «Црвены Звезды» пришли фанаты «Олимпиакоса», с тем, чтобы вместе с ними поболеть против ПАОКа (эти два греческих клуба являются принципиальными соперниками). С той поры родилось два сербско-греческих союза фанатских группировок: союз фанатов белградской «Црвены Звезды» и афинского «Олимпиакоса» (цвета обоих клубов — красно-белые) под девизом «Gate 7 — Делие. Православные братья» с одной стороны, и союз фанатов сербского «Партизана» и греческого ПАОКа под девизом «Чёрные & Белые. Тот же цвет — та же вера» — с другой.

## Белградская Международная книжная ярмарка
В 2009 году, Греция была почётной страной на 54-й Международной ярмарке Белграда, ведущей отсчёт с 1856 года. Сербия была почётной страной на книжной ярмарке в Фессалониках в 2012 году.